# 明治神宮野球大会 高校の部 (宮城県勢)
明治神宮野球大会高校の部における宮城県勢の成績について記す。

## 大会結果
| 年度（大会）     | 代表校                   | 試合結果 | 試合結果             | 備考            |
| ---------------- | ------------------------ | -------- | -------------------- | --------------- |
| 1976年（第7回）  | 東北（初出場）           | 1回戦    | ○ 14 - 3 普天間      | 7回コールド     |
| 1976年（第7回）  | 東北（初出場）           | 2回戦    | ○ 5 - 1 新居浜商     | 7回日没コールド |
| 1976年（第7回）  | 東北（初出場）           | 準決勝   | ● 1 - 4 大田         |                 |
| 1977年（第8回）  | 東北（2年連続2回目）     | 1回戦    | ○ 5 - 0 佐世保工     |                 |
| 1977年（第8回）  | 東北（2年連続2回目）     | 2回戦    | ○ 12 - 4 府中東      | 7回コールド     |
| 1977年（第8回）  | 東北（2年連続2回目）     | 準決勝   | ○ 6 - 0 長島         |                 |
| 1977年（第8回）  | 東北（2年連続2回目）     | 決勝     | ○ 3 - 1 高知商       |                 |
| 1978年（第9回）  | 東北（3年連続3回目）     | 2回戦    | ○ 6 - 3 室蘭大谷     |                 |
| 1978年（第9回）  | 東北（3年連続3回目）     | 準決勝   | ● 4 - 5 柳川商       |                 |
| 1979年（第10回） | 東北（4年連続4回目）     | 1回戦    | ○ 2 - 1 東海大四     |                 |
| 1979年（第10回） | 東北（4年連続4回目）     | 2回戦    | ○ 7 - 5 二松学舎大付 |                 |
| 1979年（第10回） | 東北（4年連続4回目）     | 準決勝   | ● 0 - 2 鳴門         |                 |
| 1981年（第12回） | 東北（2年ぶり5回目）     | 2回戦    | ● 2 - 4 嘉穂         |                 |
| 1982年（第13回） | 東北（2年連続6回目）     | 1回戦    | ○ 4 - 2 帝京         |                 |
| 1982年（第13回） | 東北（2年連続6回目）     | 準決勝   | ○ 7 - 3 星稜         |                 |
| 1982年（第13回） | 東北（2年連続6回目）     | 決勝     | ○ 4 - 0 尽誠学園     |                 |
| 1989年（第20回） | 東北（7年ぶり7回目）     | 1回戦    | ○ 1 - 0 宮古         | 延長10回        |
| 1989年（第20回） | 東北（7年ぶり7回目）     | 準決勝   | ○ 3 - 1 千葉商       |                 |
| 1989年（第20回） | 東北（7年ぶり7回目）     | 決勝     | ○ 2 - 0 帝京         |                 |
| 1991年（第22回） | 仙台育英（初出場）       | 1回戦    | ○ 4 - 2 桜宮         |                 |
| 1991年（第22回） | 仙台育英（初出場）       | 準決勝   | ● 4 - 11 帝京        |                 |
| 1993年（第24回） | 東北（4年ぶり8回目）     | 1回戦    | ○ 11 - 1 愛工大名電  | 7回コールド     |
| 1993年（第24回） | 東北（4年ぶり8回目）     | 準決勝   | ○ 3 - 1 金沢         |                 |
| 1993年（第24回） | 東北（4年ぶり8回目）     | 決勝     | ○ 5 - 2 拓大一       |                 |
| 1997年（第28回） | 仙台育英（6年ぶり2回目） | 1回戦    | ● 3 - 8 沖縄水産     |                 |
| 2000年（第31回） | 東北（7年ぶり9回目）     | 2回戦    | ● 1 - 5 尽誠学園     |                 |
| 2002年（第33回） | 東北（2年ぶり10回目）    | 2回戦    | ○ 2 - 0 平安         |                 |
| 2002年（第33回） | 東北（2年ぶり10回目）    | 準決勝   | ● 1 - 5 中京         |                 |
| 2003年（第34回） | 東北（2年連続11回目）    | 1回戦    | ● 0 - 7 済美         | 7回コールド     |
| 2006年（第37回） | 仙台育英（9年ぶり3回目） | 2回戦    | ● 2 - 10 報徳学園    | 8回コールド     |
| 2007年（第38回） | 東北（4年ぶり12回目）    | 1回戦    | ○ 8 - 5 長野日大     |                 |
| 2007年（第38回） | 東北（4年ぶり12回目）    | 2回戦    | ○ 13 - 6 駒大岩見沢  | 7回コールド     |
| 2007年（第38回） | 東北（4年ぶり12回目）    | 準決勝   | ● 3 - 6 横浜         |                 |
| 2010年（第41回） | 東北（3年ぶり13回目）    | 1回戦    | ○ 3 - 0 金沢         |                 |
| 2010年（第41回） | 東北（3年ぶり13回目）    | 2回戦    | ● 2 - 7 浦和学院     |                 |
| 2012年（第43回） | 仙台育英（6年ぶり4回目） | 2回戦    | ○ 6 - 2 県岐阜商     |                 |
| 2012年（第43回） | 仙台育英（6年ぶり4回目） | 準決勝   | ○ 7 - 1 北照         |                 |
| 2012年（第43回） | 仙台育英（6年ぶり4回目） | 決勝     | ○ 12 - 4 関西        |                 |
| 2014年（第45回） | 仙台育英（2年ぶり5回目） | 2回戦    | ○ 6 - 1 天理         |                 |
| 2014年（第45回） | 仙台育英（2年ぶり5回目） | 準決勝   | ○ 8 - 0 九州学院     | 7回コールド     |
| 2014年（第45回） | 仙台育英（2年ぶり5回目） | 決勝     | ○ 4 - 1 浦和学院     |                 |
| 2016年（第47回） | 仙台育英（2年ぶり6回目） | 1回戦    | ● 1 - 5 履正社       |                 |
| 2019年（第50回） | 仙台育英（3年ぶり7回目） | 2回戦    | ● 6 - 8 天理         |                 |
| 2022年（第53回） | 仙台育英（3年ぶり8回目） | 2回戦    | ○ 5x - 4 沖縄尚学    |                 |
| 2022年（第53回） | 仙台育英（3年ぶり8回目） | 準決勝   | ● 4 - 5 大阪桐蔭     |                 |